# Édouard Rousseau
Pour les articles homonymes, voir Rousseau.
Édouard Rousseau est un acteur français né le 7 janvier 1900 à Vivier-au-Court dans les Ardennes et mort le 26 février 1974 à Boulogne-Billancourt (Hauts-de-Seine).

## Filmographie

### Cinéma
- 1930 : Le Tampon du capiston de Jean Toulout et Joe Francis : le chasseur
- 1931 : Cœur de lilas de Anatole Litvak
- 1931 : Coquecigrole de André Berthomieu
- 1932 : Occupe-toi d'Amélie de Richard Weisbach et Marguerite Viel
- 1932 : Ami le millionnaire (court métrage)
- 1933 : La Margoton du bataillon de Jacques Darmont
- 1933 : La Voix du métal ou L'Appel de la nuit de Youly Marca-Rosa
- 1936 : Les Bateliers de la Volga de Wladimir Strijewsky
- 1936 : Marinella de Pierre Caron
- 1937: Paris de Jean Choux
- 1948 : Ainsi finit la nuit de Emil-Edwin Reinert
- 1948 : Mémoires d'une 5 CV de Raymond Leboursier (court métrage)
- 1950 : Tire au flanc de Fernand Rivers : le cantinier
- 1950 : Cœur-sur-Mer de Jacques Daniel-Norman : un employé de la soierie
- 1950 : Le Gang des tractions-arrière de Jean Loubignac
- 1950 : La vie est un jeu de Raymond Leboursier
- 1951 : Paris chante toujours de Pierre Montazel
- 1951 : Seul dans Paris de Hervé Bromberger
- 1952 : Mon curé chez les riches de Henri Diamant-Berger
- 1952 : Quitte ou double de Robert Vernay
- 1952 : Soyez les bienvenus de Pierre Louis
- 1953 : Les Trois Mousquetaires de André Hunebelle
- 1954 : Cadet Rousselle de André Hunebelle
- 1954 : Série noire de Pierre Foucaud
- 1955 : L'Impossible Monsieur Pipelet de André Hunebelle
- 1972 : Le Viager de Pierre Tchernia : l'employé de Levasseur qui tient la statuette

### Télévision
- 1967 : Les Habits noirs de René Lucot (feuilleton télévisé)
- 1967 : Salle n° 8 de Robert Guez et Jean Dewever (série télévisée) : un homme dans les couloirs de l’hôpital (ép. 61, 63, 64)
- 1968 : La Séparation de Maurice Cazeneuve
- 1971 : Les Enquêtes du commissaire Maigret, épisode Maigret et le fantôme de René Lucot : le maître d'hôtel dans le hall du Ritz
- 1973 : Les Enquêtes du commissaire Maigret, épisode : Maigret et l'Homme du banc de René Lucot
- 1974 : Les Enquêtes du commissaire Maigret, épisode : Maigret et le Corps sans tête de Marcel Cravenne